# Пратеник на съдбата
„Пратеник на съдбата“ (на английски: Mr. Destiny) е американска фентъзи комедия от 1990 г. на режисьора Джеймс Ор, с участието на Джеймс Белуши, Линда Хамилтън, Майкъл Кейн, Джон Ловиц, Кортни Кокс, Джей О. Сандърс и Рене Русо. Той е вдъхновен от филма „Животът е прекрасен“ от 1946 г.

## Актьорски състав
- Джеймс Белуши – Лари Бъроуз
- Линда Хамилтън – Елън Джейн Робъртсън-Бъроуз
- Майкъл Кейн – Бармана Майк/Господин Съдба
- Джон Ловиц – Клип Мелцър
- Харт Бокнър – Найлс Пендър
- Бил Маккъчън – Лео Хансен
- Рене Русо – Синди Джо Бъмпърс/Бъроуз
- Джей О. Сандърс – Джаки Ърл Бъмпърс
- Мори Чейкин – Гюзелман
- Пат Корли – Харли Бъроуз
- Дъглас Сийл – Босуел
- Кортни Кокс – Джуъл Джагър
- Дъг Барън – Люис Флик
- Джеф Люис – Лудвиг
- Джеф Пиларс – Дънкан
- Тони Лонго – Огромният човек
- Кати Айърланд – Джина